# 王英彦
王英彦（？—？），名不详，字英彦，琅邪临沂人，王彬的曾孙女，王彪之的孙女，王临之的女儿，王讷之、王环之的姐妹，殷仲堪的夫人。